# Hervantajärvi
Hervantajärvi est un quartier de Tampere en Finlande.

## Description
Le quartier d'Hervantajärvi est le quartier le plus au sud de Tampere, situé à environ huit kilomètres au sud-est du centre-ville. 
À l'ouest il est voisin de Vuores et au nord il est limité par Ruskontie qui le sépare d'Hervanta et de Rusko. 
À l'est, il est limitrophe de Kangasala et au sud de Lempäälä.

## Galerie

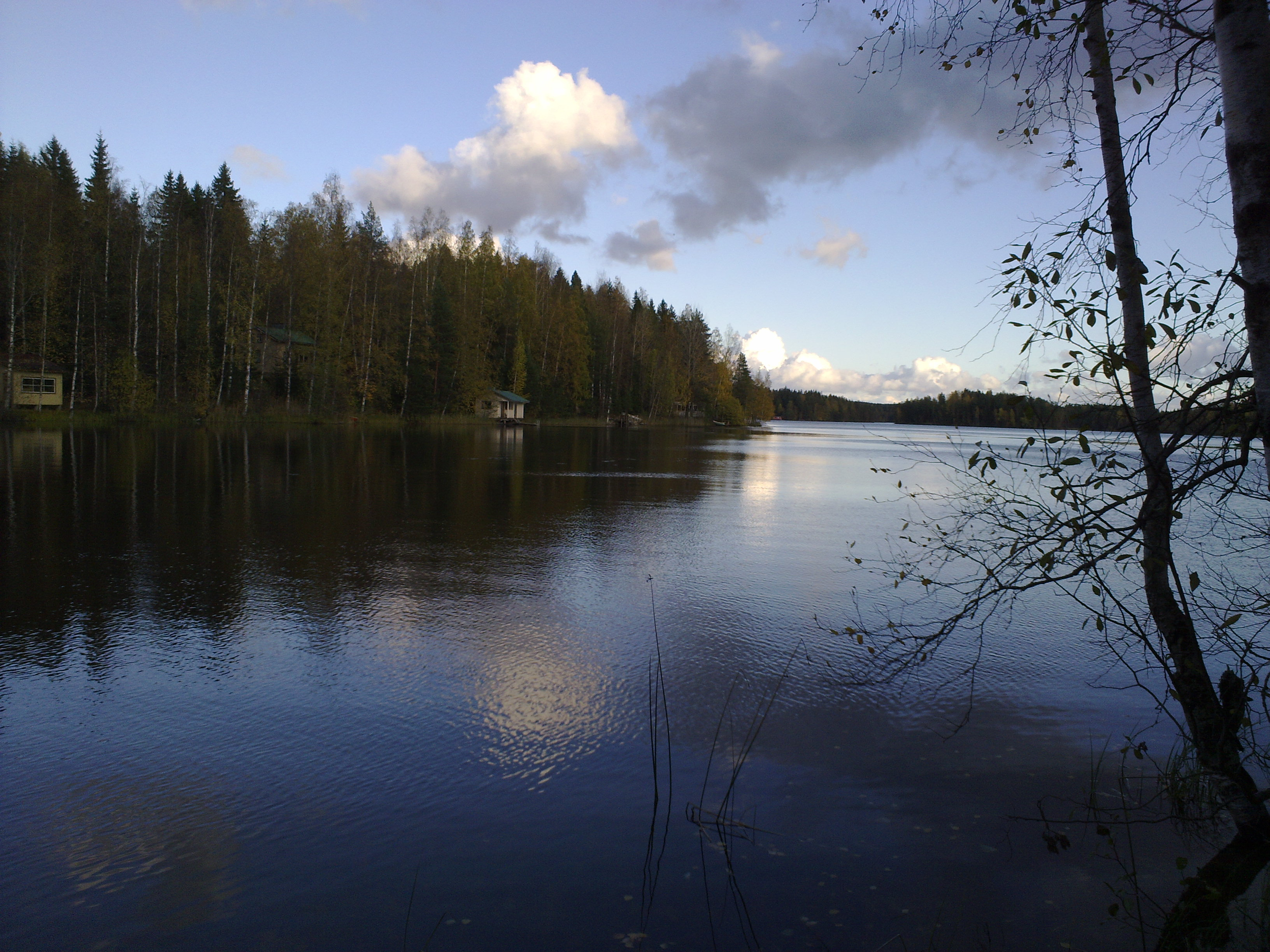
Lac Hervantajärvi.
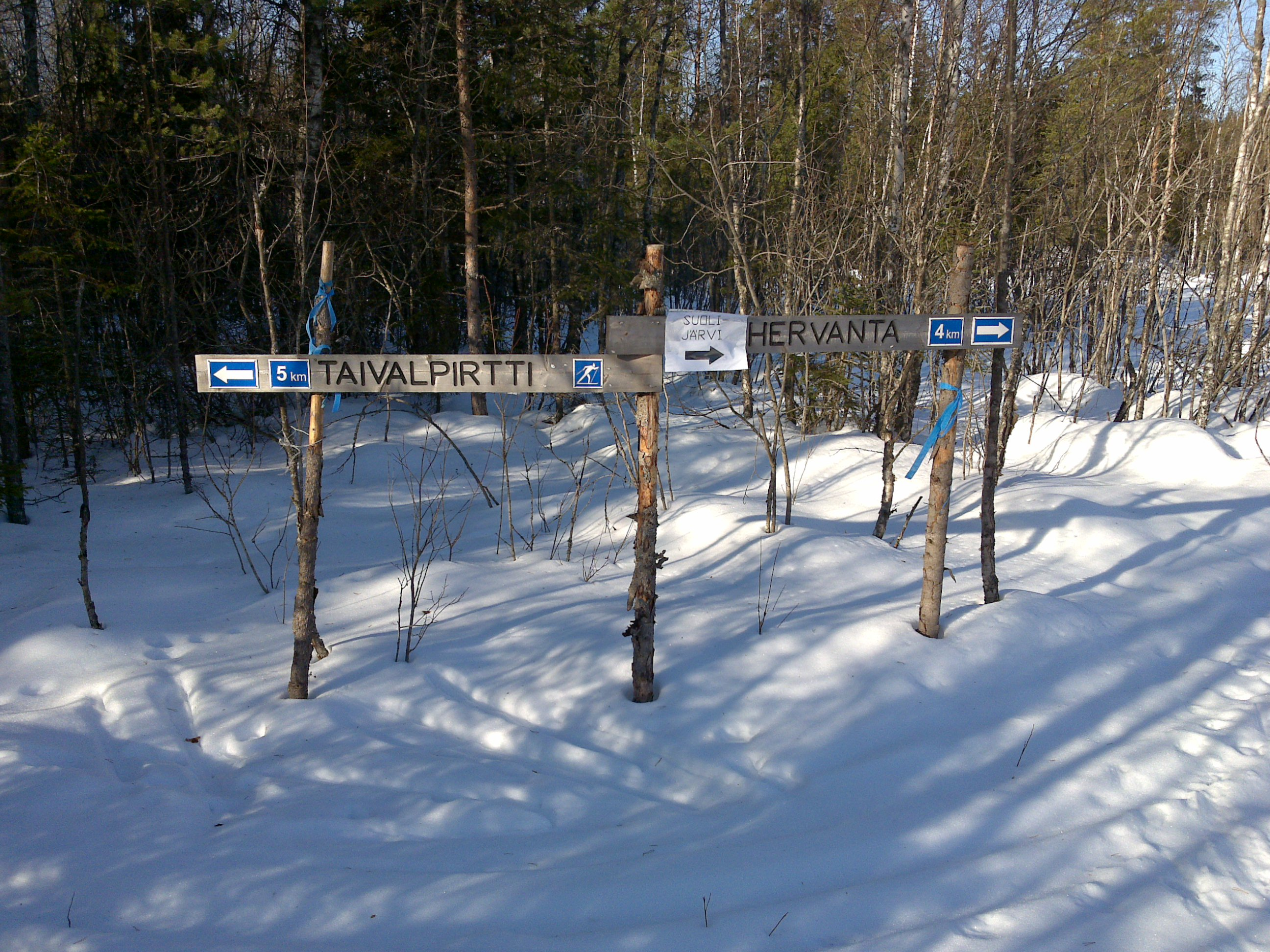
Piste de ski vers Taivalpirtti.